# Vanuatu nos Jogos Olímpicos de Verão de 2012
Vanuatu competiu nos Jogos Olímpicos de Verão de 2012, em Londres, Reino Unido. Dois atletas participaram no torneio de voleibol de praia. Eles treinaram no campus da Manchester Metropolitan University em Crewe, Cheshire.

## Voleibol de praia
Masculino
- Miller Elwin
- Linline Matauatu